# Abdoulaye N'Diaye (tirailleur)
Pour les articles homonymes, voir Abdoulaye N'Diaye et N'Diaye.
Abdoulaye N'Diaye, né en 1894 à Thiovor et mort le 10 novembre 1998, est le dernier tirailleur sénégalais de la Grande Guerre,,,.   

## Biographie
Le soldat Abdoulaye N'Diaye est enrôlé de force en 1914, puis emmené à Dakar. Là, il embarque sur un bateau qui fait escale à Casablanca. Une fois arrivé à Marseille, il est envoyé en Champagne pour « défendre la patrie française ». 14576 était son numéro matricule. 

## Hommage
Le 16 décembre 2002, la "piste des tirailleurs" qui rend hommage au soldat Abdoulaye Ndiaye est inaugurée. 

## Dans la culture
- Le film Tirailleurs (2022), de Mathieu Vadepied, est inspiré par sa rencontre avec Abdoulaye Ndiaye[7].